# 湖南省人民政府驻深圳办事处
湖南省人民政府驻深圳办事处，是中华人民共和国湖南省人民政府驻深圳市的办事处，该办事处负责领导联络协调、招商引资、信息调研、对外宣传、接待服务以及服务驻深圳、惠州及港、澳地区企业等相关事项。该办事处为正地厅级单位。 

## 机构设置
1. 办公室
2. 联络信息处
3. 接待处
4. 归口管理湖南省人民政府驻惠州办事处